# Matt Bachand
Matt Bachand (29 aprile 1977) è un chitarrista e bassista statunitense e secondo cantante del gruppo statunitense Shadows Fall.
È inoltre membro in tour della band Times of Grace
Ha forti influenze death (anche a livello vocale) e thrash metal.
Matt è endorser Ibanez, la quale, nel 2007, ha realizzato il suo modello signature "MBM1 Matt Bachand Model".

## Discografia
- 1998 - To Ashes
- 1998 - Somber Eyes to the Sky
- 2000 - Of One Blood
- 2001 - Deadworld
- 2002 - The Art of Balance
- 2004 - The War Within
- 2006 - Fallout From The War
- 2007 - Threads of Life
- 2007 - Seeking The Way: The Greatest Hits